# 六万五千五百三十七角形

正65537角形を描くSVGの出力結果。ほとんど円と見分けがつかない。

六万五千五百三十七角形（ろくまんごせんごひゃくさんじゅうしちかくけい、ろくまんごせんごひゃくさんじゅうななかっけい）は、65537本の辺と65537個の頂点を持つ多角形である。内角の和は11796300°、対角線の本数は2147450879本である。
正65537角形は、定規とコンパスで作図できる。作図可能な正多角形は無数に存在するが、正多角形の作図法は正素数角形の場合に帰着されるのであり、正65537角形は作図可能な正素数角形のうちで辺の個数が最大であると予想されている正多角形である。以下、正65537角形について記述する。

## 性質
正65537角形の形状は、辺の数が非常に多いためほとんど真円と見分けが付かない。正65537角形の中心角と外角の大きさは
{\displaystyle {\frac {360^{\circ }}{65537}}\approx {0.005493^{\circ }}\approx 19.775''}
である。半径 1 の円に内接する正65537角形の面積は、
{\displaystyle {\frac {65537}{2}}\sin {\frac {2\pi }{65537}}\approx 3.141592648777}
で、円の面積である円周率に極めて近い。一辺の長さは
{\displaystyle 2\sin {\frac {\pi }{65537}}\approx 0.00009587}
である。例えば、200メートル四方のグラウンドにできるだけ大きく正65537角形を描いても、一辺の長さは1センチメートル弱（約9.59ミリメートル）しかない。

## 作図可能性
65537 は {\displaystyle 2^{2^{4}}+1} の形で表され、2018年2月現在知られているうちで最大のフェルマー素数である。カール・フリードリヒ・ガウスは1801年に出版した『整数論の研究』において、p がフェルマー素数ならば正 p 角形は定規とコンパスで作図可能であることを証明した。また、逆に、奇素数 p に対して正 p 角形が作図可能ならば、p はフェルマー素数であることも証明した。知られているフェルマー素数は、ガウス以前から
3, 5, 17, 257, 65537
のみであり、これで全てであろうと予想されている。
正65537角形がコンパスと定規で作図可能であることは、1の原始65537乗根（のひとつ）
{\displaystyle \cos {\frac {2\pi }{65537}}+i\sin {\frac {2\pi }{65537}}\approx 0.9999999954042+0.0000958723362\,i}
の実部と虚部が共に、有理数から始めて四則および平方根を取る操作を有限回組み合わせて表現できることを意味する。

## 作図法
ガウスは結果的に正65537角形が作図可能であることを証明したが、具体的な作図法は与えなかった。証明の議論を元に、作図法を導くことは原理的には可能だが、非常に膨大な作業になる。ドイツのヨハン・グスタフ・ヘルメスは、10年の歳月をかけて正65537角形の作図法を調べ、1894年に計算の要旨のみの報告を雑誌に発表した。200ページを超える原稿は、ゲッティンゲン大学に保管されている。
遠山啓『数学入門』には、正65537角形の作図がいかに膨大な作業であるかを表現したと考えられる、正65537角形の作図法を調べた人物についての、伝説的な逸話が紹介されている。